# Zvika Greengold
 (mars 2023).
Si vous disposez d'ouvrages ou d'articles de référence ou si vous connaissez des sites web de qualité traitant du thème abordé ici, merci de compléter l'article en donnant les références utiles à sa vérifiabilité et en les liant à la section « Notes et références ».
Zvi Gringold, ou Greengold, (hébreu : צבי "צביקה" גרינגולד) est un ancien combattant et homme politique israélien né le 10 février 1952 au kibboutz Lohamei Haghetaot (français : combattants des ghettos) près d'Acre. En 1973, isolé avec ses chars lors de la guerre du Kippour, il défend ses positions face à des forces syriennes largement supérieures en nombre.

## Biographie
Zvi Gringold est le fils de Chaïm Gringold et Jatchka Postolski.

### Carrière militaire
En 1973, Zvi Gringold accomplit son service militaire dans la 188e brigade blindée de l'armée de terre israélienne. Le 6 octobre il est en congé pour suivre une formation lorsque l'armée syrienne lance son offensive sur le plateau du Golan. Il rejoint alors le QG de son unité qui lui confie le commandement de trois chars Centurion Sho't Kal dont un hors de combat.
Sa mission est de suivre la route du Trans Arabian Pipeline pour tenir le poste fortifié no 111 face à l'axe venant de Kudna (à l'est). Il se retrouve alors face aux 450 T-55 de la 1re division blindé syrienne avec un effectif variant de 2 à 14 chars au cours du combat.
L'unité de Zvika va contenir l'assaut durant 24 heures, malgré la mort de ses supérieurs et la mise hors de combat de 90% des cadres de la 188e brigade, permettant aux réserves israéliennes d'être mobilisées. L'armée syrienne perd 1200 chars mis hors de combat, dont 20 à 60 destructions attribuées à Gringold.
Il est récompensé de la médaille de la Bravoure (Itur HaGvura), la plus haute distinction militaire israélienne.
En 1974, il est libéré de son service militaire et se marie.
Il se rengage ensuite dans l'armée qu'il quitte en 1982 avec le grade de colonel.

### Carrière civile
Il mène ensuite une carrière dans l'agroalimentaire au sein des entreprises Tivall et Frutarom.
Engagé dans la parti centriste Kadima, il est élu maire d'Ofaqim en 2008.